# Sibovia tunicata
Sibovia tunicata är en insektsart som beskrevs av Fowler 1900. Sibovia tunicata ingår i släktet Sibovia och familjen dvärgstritar. Inga underarter finns listade i Catalogue of Life.